# Кігеї (Гаваї)
Кігеї (англ. Kihei) — переписна місцевість (CDP) в США, в окрузі Мауї штату Гаваї. Населення — 21 423 особи (2020).

## Географія
Кігеї розташоване за координатами 20°45′58″ пн. ш. 156°26′7″ зх. д. / 20.76611° пн. ш. 156.43528° зх. д. (20.766087, -156.435214).  За даними Бюро перепису населення США в 2010 році переписна місцевість мала площу 30,20 км², з яких 24,03 км² — суходіл та 6,17 км² — водойми.

## Демографія
Згідно з переписом 2010 року, у переписній місцевості мешкала 20 881 особа в 8095 домогосподарствах у складі 4736 родин. Густота населення становила 691 особа/км².  Було 11994 помешкання (397/км²).
Расовий склад населення:
| - 50,7 % — білих - 21,7 % — азіатів - 6,5 % — вихідців з тихоокеанських островів - 1,2 % — чорних або афроамериканців - 0,6 % — корінних американців - 3,0 % — осіб інших рас |

До двох чи більше рас належало 16,3 %. Частка іспаномовних становила 10,5 % від усіх жителів.
За віковим діапазоном населення розподілялося таким чином: 21,7 % — особи молодші 18 років, 68,3 % — особи у віці 18—64 років, 10,0 % — особи у віці 65 років та старші. Медіана віку мешканця становила 38,4 року. На 100 осіб жіночої статі у переписній місцевості припадало 105,3 чоловіків;  на 100 жінок у віці від 18 років та старших — 104,1 чоловіків також старших 18 років.
Середній дохід на одне домашнє господарство  становив 80 402 долари США (медіана — 64 747), а середній дохід на одну сім'ю — 88 909 доларів (медіана — 74 760). Медіана доходів становила 46 143 долари для чоловіків та 35 985 доларів для жінок. За межею бідності перебувало 9,6 % осіб, у тому числі 12,6 % дітей у віці до 18 років та 5,9 % осіб у віці 65 років та старших.
Цивільне працевлаштоване населення становило 12 065 осіб. Основні галузі зайнятості: мистецтво, розваги та відпочинок — 27,7 %, науковці, спеціалісти, менеджери — 13,2 %, освіта, охорона здоров'я та соціальна допомога — 13,1 %.